# Ölandsposten
Ölandsposten var en dagstidning utgiven i Bornholm under tiden 16 oktober 1906 till 9 augusti 1909.
Tidningens fullständiga titel var Ölands-Posten / Nyhets- och annonstidning för Borgholmsstad och Öland. Tidningen hade en edition på södra Öland Mörbylånga Tidning / Nyhets- och annonsorgan för södra Öland. Mörbylånga tidning började utkomma 2 juli 1907som B-nummer till Ölandsposten. Den hade eget tidningshuvud, egen numrering (utöver Ölandspostens numrering) samt, fram till 16 juli 1907 egen redaktör. Sammanlagt utkom 37 nummer av Mörbylånga tidning. 

## Redaktion
Redaktionsort för tidningen var Borgholm. Redaktör för tidningen var boktryckerifaktorn Axel Emanuel Simon Svensson som också var ansvarig utgivare till sin död. 21 januari till 9 augusti 1909 var hans änka Carolina Wilhelmina Svensson ansvarig utgivare. Tidningen betecknades som politiskt  moderat frisinnad eller moderat liberal. Utgivningen av tidningen var till den 2 juli 1907 2 dagar i veckan tisdag och fredag middag, sedan till 3 december 1907 samma dagar eftermiddagen. Från den 4 december 1907 blev tidningen tredagarstidning med utgivning måndag, onsdag och fredag på förmiddagen. 18 januari 1909 blev tidningen middagstidning med samma utgivningsdagar. Tidningen hade en periodisk bilaga till slutet av 1907 som kom ut oregelbundet.

## Tryckning
Tryckeri  var Axel E. Svenssons tryckeri  i Borgholm hela utgivningstiden. Förlag hette också Axel E. Svensson  i Borgholm. Tidningen trycktes bara i svart med antikva som typsnitt. Tidningens fyra sidor hade en satsyta som var stor 57 x 39-39 eller 58 x 46 cm. Priset för tidningen var 2 kronor 1907 och 2,25 kronor 1908-1909.